# العرضية الجنوبية
العرضية الجنوبية؛ هي مدينة سعودية تتبع إدارياً لمحافظة العرضيات وتقع جنوب المملكة العربية السعودية. يحدها من الشرق محافظة بلقرن والشمال العرضية الشمالية ومن الجنوب محافظة بارق والمجاردة ويقدر مساحتها بحوالي 300 كم مربع ويوجد بها العديد من الأودية.

## التقسيم الإداري
يوجد بها العديد من القرى الكبيرة والصغيرة وأشهرها:
- ثريبان: وهي حاضرة العرضية الجنوبية ويوجد بها مركز للشرطة والعديد من المدارس ومركز أشراف تربوي ويوجد بها سوق شعبي.

- شمران وتقع غرب ثريبان

- بني رزق النبيعة: وتتكون من 13 قرية هي (مخشوشة خيال ال عمر خيال ال محمود البراق الحويل الجربش القضية الحمراء القرى المنقب غليفة الكديد الحفنة) ويوجد بها قرى ومنازل وحصون اثرية ذات طراز معماري فريد .

- نخال بلقرن : وهي عبارة عن وادي ينتشر على جنباته مجموعة من القرى وتتميز بالمناظر الطبيعية الرائعة وايضاً لديهم قرى قديمة واثرية و قراهم( آل كامل، الحجرة،  اللحمتين ،المسقوي ،آل ياسر ,قري سورة ،السواد ،معشوقة ساحل ، الحيا الله ) .

- الجوف بلقرن : مجموعة من القرى يتوسطها وادي الجوف تشتهر بمزارعها والمناظر الخلابة والمياه الجارية وسوق الخميس الشعبي ويعتبر الأكبر في منطقة العرضية الجنوبية.

- كروان: الجوز ويوجد به مواقع اثرية هامة (منجم الرصاص بثميده).

- أعالي وصدر وادي يبة: ..(وقراهم في صدر وادي يبة وفروعه الأولى في العرضية الجنوبية وهي خمسة عشر قرية: قرية الأبطاح – قرية حدبة الغبيراء – قرية حقو الخضاري – قرية حقو القرن – قرية خيريّة – قرية قرن قريش – قرية قرن هذيل – قرية قرن الأقرف – قرية قرن الماء – قرية رديـحة – قرية الكديـس).

- قرية الأشعاب: قرية صغيرة، تقع جنوب العرضية الجنوبية يحدها الجبل الأشهر في المنطقة«جبل القرن» من الجهات الشرقية والغربية والجنوبية.

- قرية«حدبة الحمراء».و غالبية أبنائها يعملون في القطاع الحكومي إما معلمين أو عسكريين أو عاملين في المجال الصحي والقليل منهم رجال أعمال.

- قرية حدبة الحمراء وهي من أقدم القرى وسميت بهذاء الاسم لان تربتها حمراء اللون وكلمة حدبة تعني الأرض المنبسطه

- سوق الثلاثاء الشعبي ويقع في مركز الويد ويعتبر من أكبر أسواق المحافظة.

كما انه بثلوث عمارة وفيما يعرف بين الاهالي بوادي شعبن تم إنشاء المصنع الثالث لاسمنت الجنوب